# Federmanager
Federmanager è un'associazione di categoria che rappresenta manager e alte professionalità delle aziende produttrici di beni e servizi.
L’associazione ha tra le sue principali attività: la stipula dei contratti collettivi di categoria, la tutela legale e assicurativa, la consulenza previdenziale e sul welfare, il networking e la formazione.

## Storia
L'associazione nasce il 26 aprile 1945 con il nome di Associazione Nazionale Dirigenti di Aziende Industriali. Nel 1946 si trasforma in una federazione, cambiando il nome in Federazione Nazionale Dirigenti di Aziende Industriali (Fndai). Nel 2000 il nome diventa ufficialmente quello di Federmanager.
Lo scopo della federazione è rappresentare i dirigenti del settore industria in Italia. La figura del dirigente come è conosciuta ancora oggi viene definita nel 1975 tramite la sottoscrizione del Contratto Collettivo Nazionale del Lavoro, effettuata dalla federazione stessa insieme a Confindustria, Intersind e Asap (Associazione delle aziende a capitale pubblico).
Nel 1978 viene creato il Fasi, il fondo di assistenza sanitaria integrativa pensato per i dirigenti del settore industria.
Nel 2011 la rappresentanza viene allargata anche ai quadri apicali, e per questo la sigla diventa Federazione Nazionale Dirigenti e Quadri Apicali di Aziende Industriali.

## Organizzazione
Rappresenta circa 180.000 dirigenti, quadri apicali, alte professionalità, in servizio e in pensione. È, quindi, per rappresentanza numerica, l’Associazione maggiormente rappresentativa nel mondo del management in Italia, di cui cura gli aspetti contrattuali, istituzionali, sociali, professionali e culturali.
È presente sul territorio nazionale con una rete di 55 sedi che si occupano di:
- Rappresentanza istituzionale a livello locale
- Servizi agli associati
- Consulenza di carattere contrattuale, legale, fiscale e previdenziale
- Iniziative di natura formativa, culturale e di networking
Il governo della federazione nasce attraverso l’elezione del presidente, del vice presidente, di un tesoriere e della giunta esecutiva. Gli organi previsti dallo statuto sono il Congresso Nazionale, il Consiglio Nazionale, il Collegio Nazionale dei Probiviri e il Collegio dei Revisori dei Conti. Federmanager ha altresì costituito alcuni enti bilaterali insieme a Confindustria e Confapi (Confederazione italiana della piccola e media industria).
Gli enti bilaterali costituiti insieme a Confindustria sono:
- Fasi (2017 - 2020)
- Previndai (2017 - 2020)
- Fondirigenti G. Taliercio (2019 - 2022)
- 4.Manager (2017 - 2020)
- IWS[1] (Industria Welfare Salute) (2019)

Gli enti bilaterali costituiti insieme a Confapi sono:
- Fasdapi (2019 - 2022)
- Previndapi (2017 - 2020)
- PMI Welfare Manager (2017 - 2020)
- Fondo Dirigenti PMI (2017 - 2020)
- Fondazione IDI (2019 - 2022)

Nel 2002 nasce VISES Onlus, organizzazione di volontariato sociale dei manager.
Dal 2017 organizza ogni anno il Premio Giovane Manager, dedicato agli iscritti Federmanager con meno di 44 anni, premio che ha come obiettivo la valorizzazione del ruolo e il riconoscimento delle competenze dei giovani manager.

## Presidenti
- Dal 1945 al 1968 – Giuseppe Togni
- Dal 1968 al 1970 – Costantino Bagna
- Dal 1970 al 1972 – Mario Perolo
- Dal 1972 al 1973 – Mario Guastalla
- Dal 1973 al 1974 – Diego Vanoni
- Dal 1974 al 1979 – Fausto D’Elia
- Dal 1980 al 1981 – Paolo Resta
- Dal 1981 al 1991 – Paolo Fornaciari
- Dal 1991 al 1998 – Bruno Losito
- Dal 1998 al 2000 – Giulio Longhi
- Dal 2000 al 2001 – Giorgio Corradini
- Dal 2001 al 2008 – Edoardo Lazzati
- Dal 2008 al 2015 – Giorgio Ambrogioni
- Dal 2015 al 2024 – Stefano Cuzzilla
- Dal 2024 a oggi – Valter Quercioli